# Österåkers kyrka, Södermanland
Österåkers kyrka en kyrkobyggnad som tillhör Österåkers församling i Strängnäs stift. Kyrkan ligger mitt i Österåkers kyrkby vid Öljarens västra strand i Vingåkers kommun.

## Kyrkobyggnaden
Kyrkobyggnaden består av långhus med ett smalare tresidigt avslutat kor i öster samt en sakristia i norr. Ursprungliga kyrkan uppfördes förmodligen under 1100-talets senare del och bestod av ett långhus, ett smalare kor och ett kyrktorn i väster. Av denna kyrkobyggnad kvarstår endast en del av långhusets norra vägg. En sakristia i norr tillkom troligen på 1300-talet. Samtidigt revs koret och ett rektangulärt kyrkorum skapades. 1663 utvidgades kyrkan mot söder till sin dubbla bredd. Året därpå tillkom ett vapenhus i trä vid tornets södra sida. 1682 byggdes kyrkans högkor, ett gravvalv i öster, ovanpå vilket ett gravkor uppfördes 1699. 1785-1786 förlängdes kyrkorummet mot väster genom först vapenhusets och sedan tornets rivning, och västgaveln tillkom. Långhuset täcks av ett brutet, valmat tak. Koret täcks av en huv med lanternin. Murarna genombryts av rundbågiga fönsteröppningar. Interiören nås genom portalen i den ståtliga klassicistiska skärmfasaden i väster, med höga fönster och nischer samt krönande balustrad. De många äldre inventarierna till trots – tavlor, gravminnen, predikstol från år 1700 – är det ändå det sena 1700-talets ombyggnad, med det höga tunnvalvet och altaruppsatsen, som präglar rummet. Läktarunderbyggnad installerades 1984-1985.
Klockstapeln uppfördes 1801 efter ritningar av Carl Christoffer Gjörwell. I denna hänger tre klockor som göts under 1600-talet och 1700-talet.

## Inventarier
- Äldsta inventarium är ett rökelsekar från 1200-talet.
- Vid södra väggen hänger ett altarskåp från senare delen av 1400-talet.
- Altaruppsatsen gjordes 1788 efter ritningar av Johan Tobias Sergel och består av ett förgyllt kors med några av Kristi pinoredskap.
- Den nuvarande orgeln byggdes 1853 av stockholmsorgelbyggaren A.V.Lindgren och hade ursprungligen 8 stämmor. 1940 byggdes den till med en 2:a manual och ett pedalverk av orgelbyggare Bo Wedrup, Uppsala och har nu 17 stämmor.

## Bilder

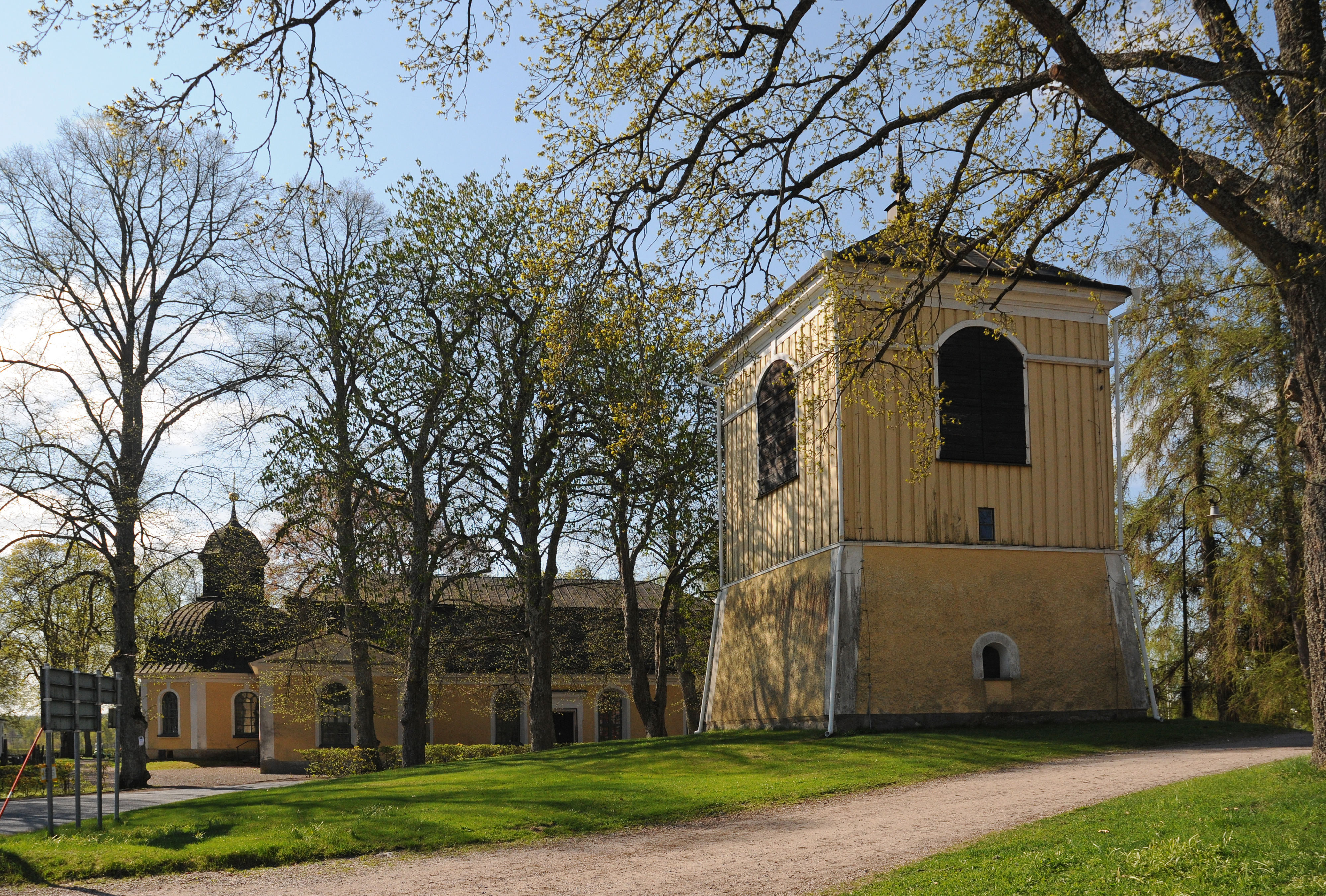
Klockstapel
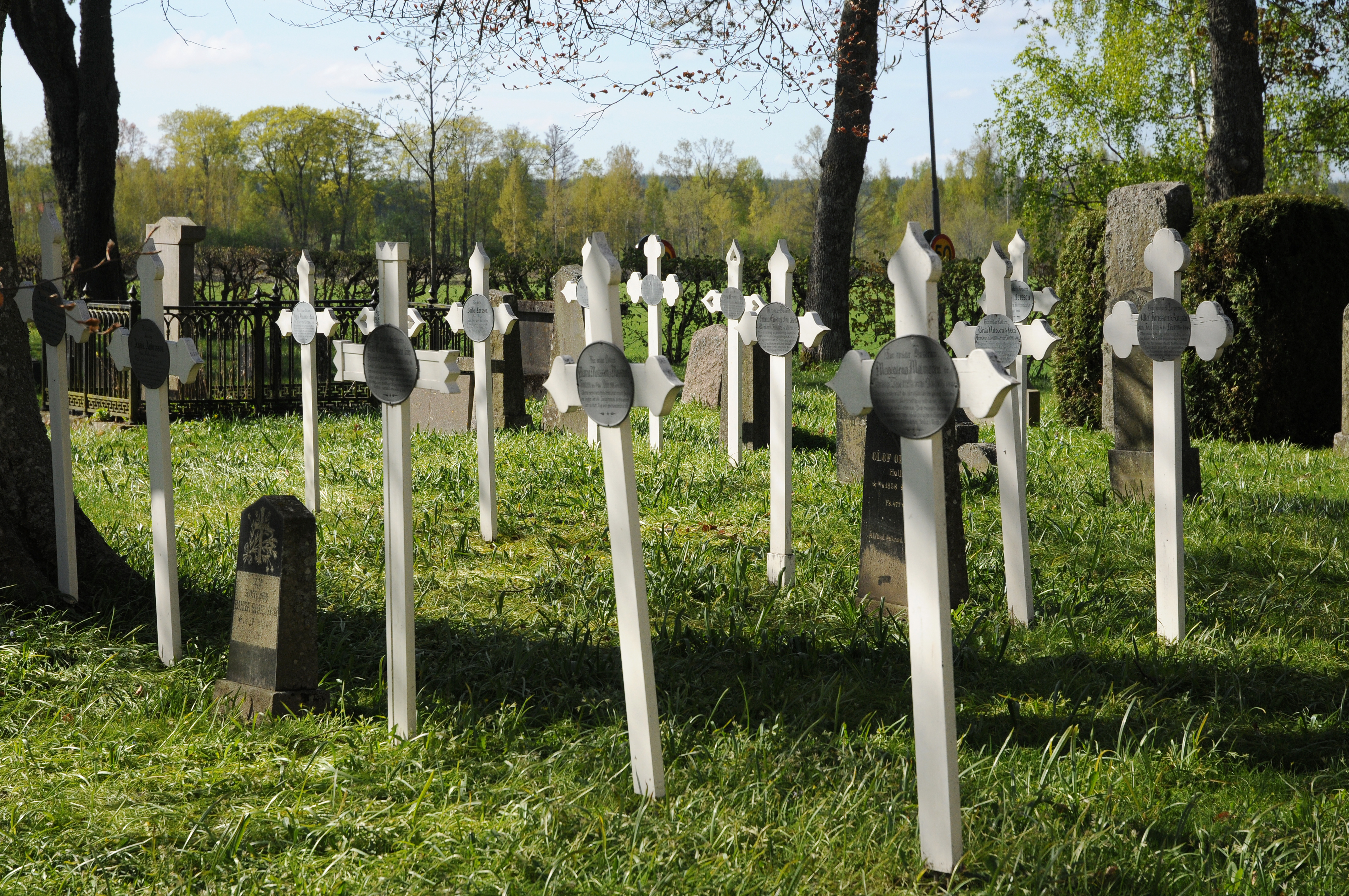
Gravkors
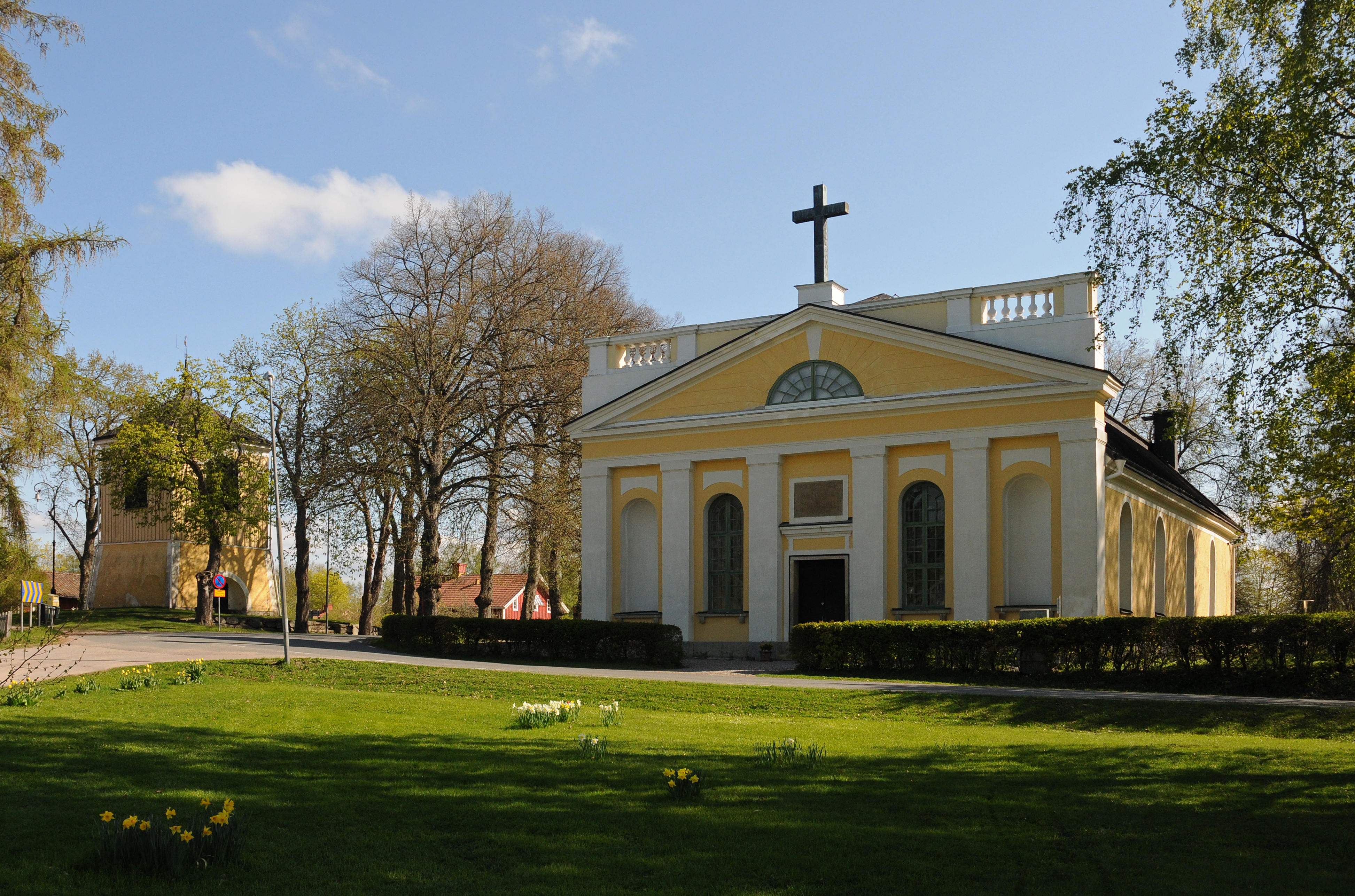
Kyrkans västra sida
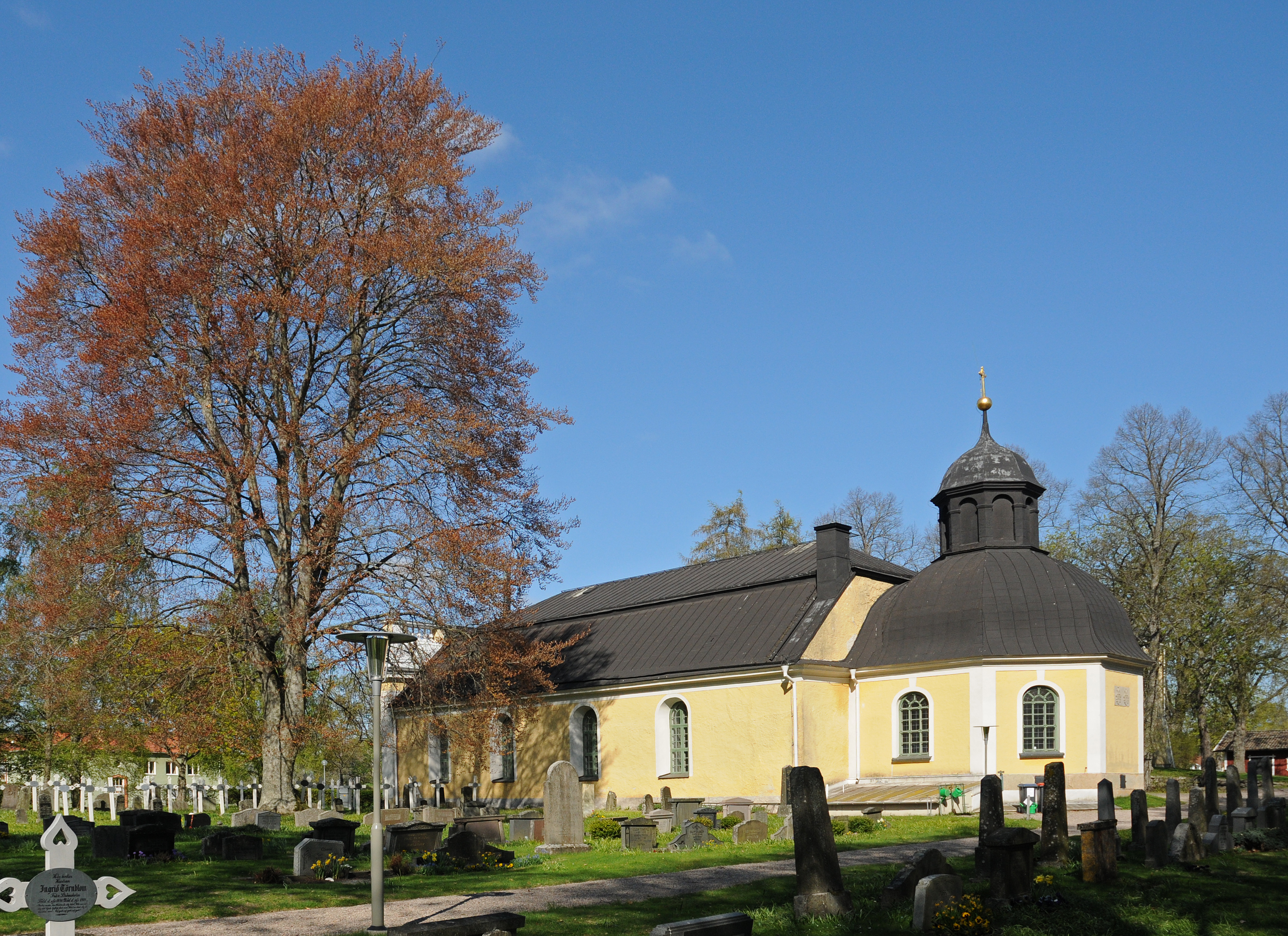
Kyrkan från sydost
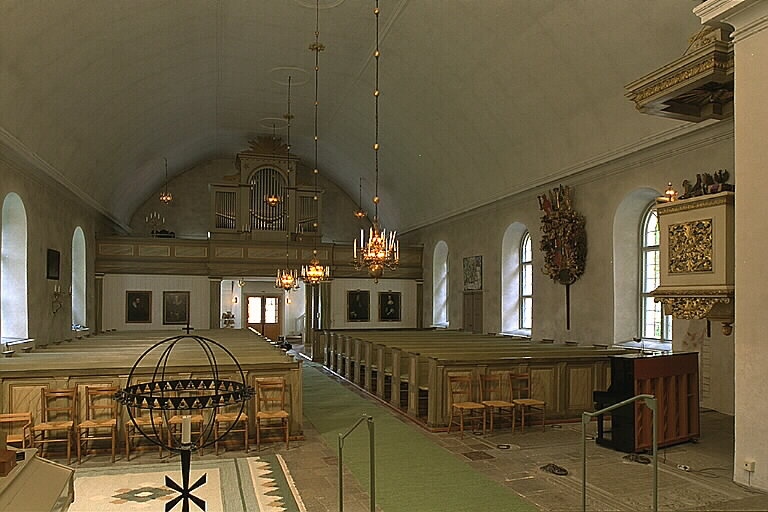
Kyrkorum mot väster

### Webbkällor
- byggnadspresentation